# Arnošt Valenta
Arnošt Valenta (25. října 1912 ve Svébohově u Zábřeha – 31. března 1944 poblíž Zaháně) byl československý voják a později letec u RAF, který létal u 311. bombardovací perutě. V únoru 1941 byl zajat Němci, když bombardér typu Vickers Wellington, v němž vykonával funkci radiotelegrafisty, omylem přistál v okupované Francii. Prošel několika zajateckými tábory. V březnu 1944 se podílel na tzv. Velkém útěku zajatců z tábora Stalag Luft III. Byl zastřelen nacisty krátce po dopadení. In memoriam obdržel řadu vyznamenání a hodnost plukovníka.

## Vyznamenání

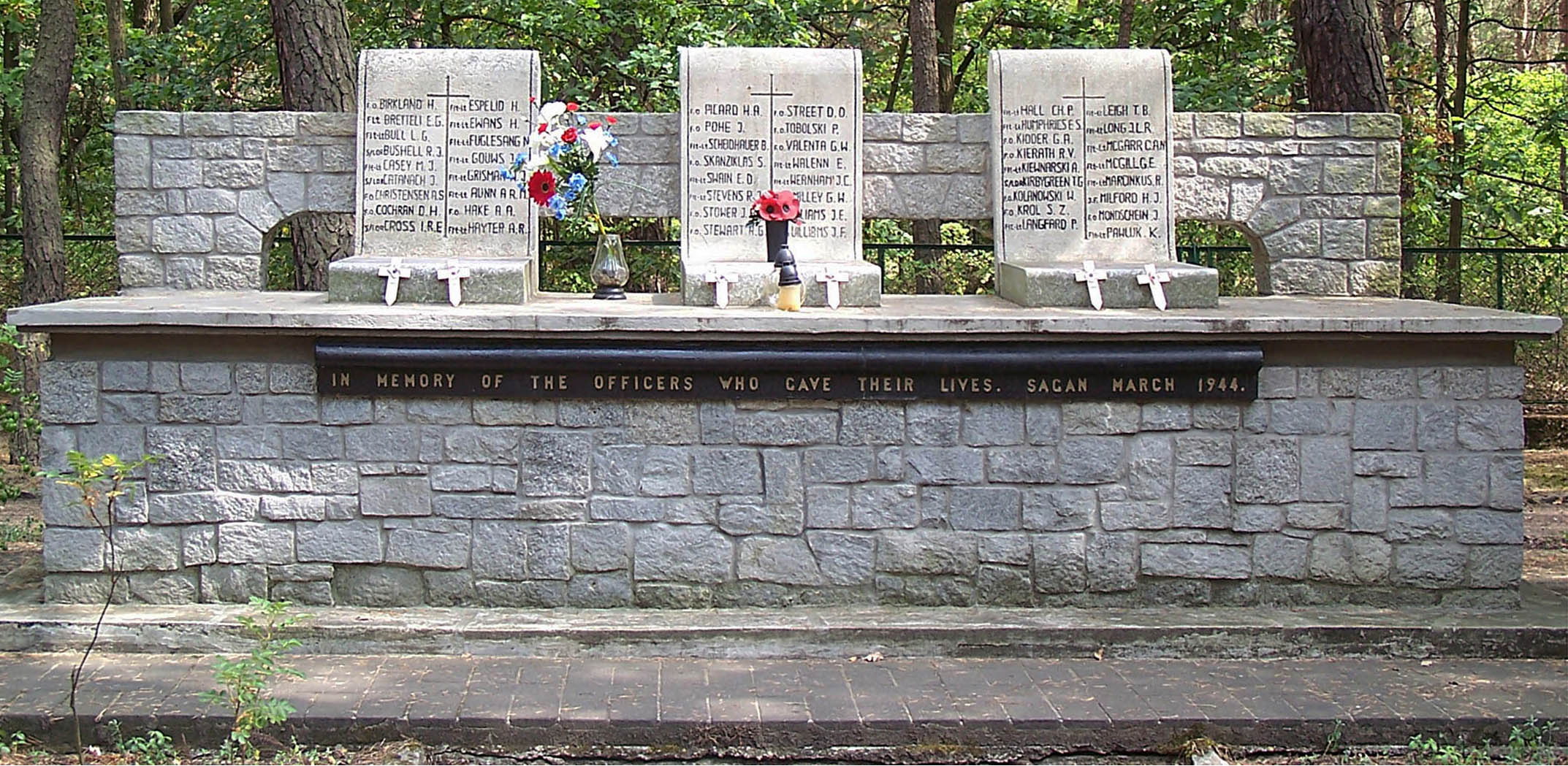
Památník padesáti při cestě do Saganu

- Československý válečný kříž 1939
- Československá medaile Za chrabrost před nepřítelem
- Československá medaile za zásluhy, I. stupeň
- Pamětní medaile československé armády v zahraničí, ze štítky F a VB